# Cenofyticum
| Era (dieren)                                                                   | Era (planten) | Periode   |
| ------------------------------------------------------------------------------ | ------------- | --------- |
| Cenozoïcum                                                                     | Cenofyticum   | Kwartair  |
| Cenozoïcum                                                                     | Cenofyticum   | Neogeen   |
| Cenozoïcum                                                                     | Cenofyticum   | Paleogeen |
| Mesozoïcum                                                                     | Cenofyticum   | Krijt     |
| Mesozoïcum                                                                     | Mesofyticum   | Jura      |
| Mesozoïcum                                                                     | Mesofyticum   | Trias     |
| Paleozoïcum                                                                    | Mesofyticum   | Perm      |
| Paleozoïcum                                                                    | Paleofyticum  | Perm      |
| Paleozoïcum                                                                    | Carboon       |           |
| Paleozoïcum                                                                    | Devoon        |           |
| Paleozoïcum                                                                    | Siluur        |           |
| Paleozoïcum                                                                    | Ordovicium    |           |
| Paleozoïcum                                                                    | ???           |           |
| Vergelijking van era's uit de paleozoölogie (dieren) en paleobotanie (planten) |               |           |

Het Cenofyticum (ook wel gespeld als Kenofyticum, Kenophyticum of Cenophyticum) is een onofficieel era in de geologische tijdschaal, gebaseerd op de evolutie van de planten. In de officiële geologische tijdschaal worden de laatste 500 miljoen jaar ingedeeld in de era's Cenozoïcum, Mesozoïcum en Paleozoïcum, een indeling die vooral gebaseerd is op de evolutie van dieren. Deze driedeling is minder geschikt voor de evolutie van planten.
Het Cenofyticum bevat de periodes vanaf het Krijt tot heden, en daarmee het deel van de geschiedenis van de Aarde dat is verstreken sinds de opkomst van de bloeiende planten.